# Zimoř
Zimoř je malá vesnice, část obce Liběšice v okrese Litoměřice. Nachází se asi dva kilometry severovýchodně od Liběšic. Prochází zde silnice I/15. Zimoř je také název katastrálního území o rozloze 2,89 km².

## Historie
První písemná zmínka o vesnici pochází z roku 1426.

## Obyvatelstvo

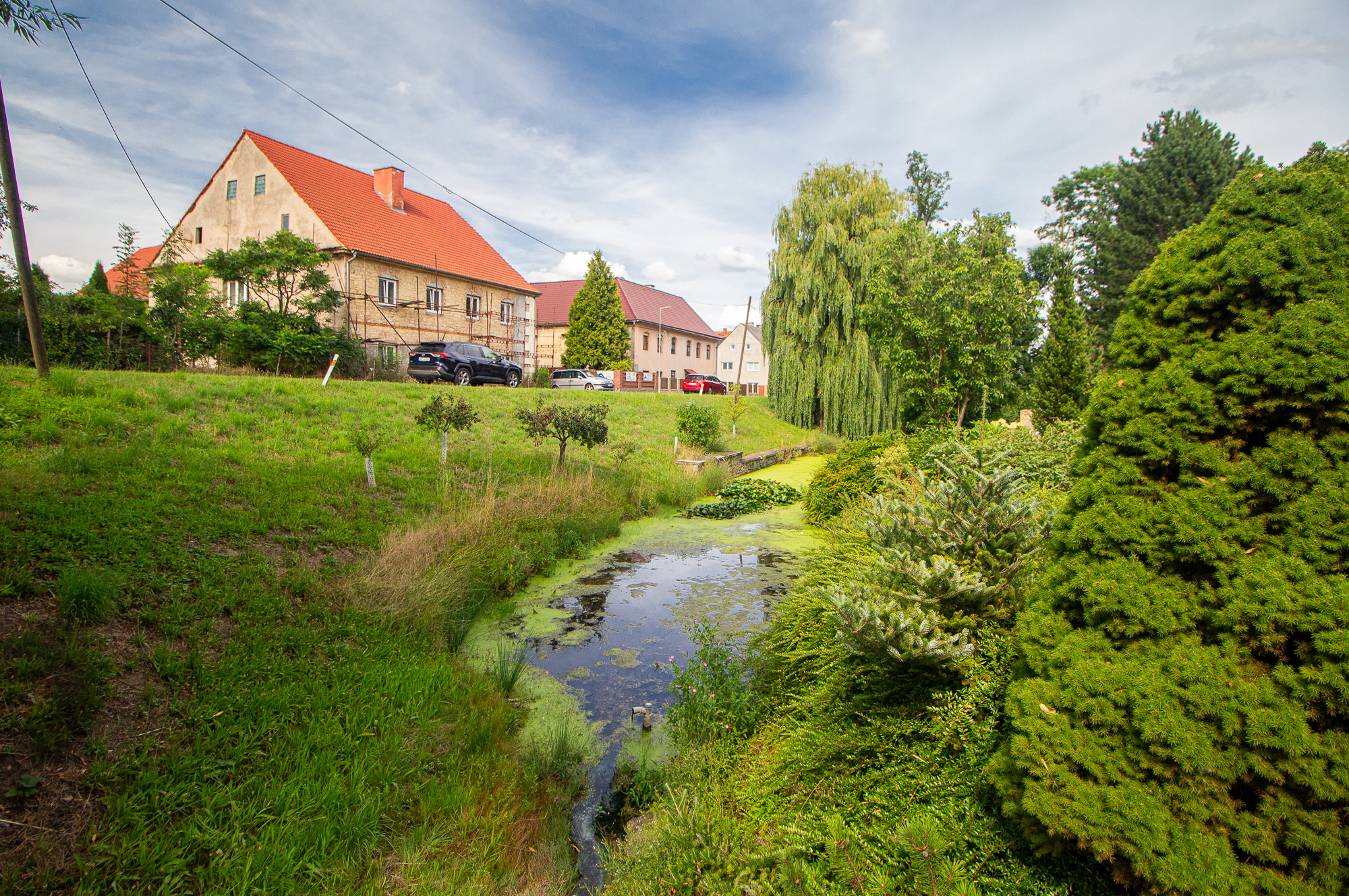
Střed obce s tůňkou na Trnobranském potoce

Při sčítání lidu v roce 1921 zde žilo 195 obyvatel (z toho 86 mužů), z nichž bylo 193 Němců a dva cizinci. Kromě tří židů se hlásili k římskokatolické církvi. Podle sčítání lidu z roku 1930 měla vesnice 182 obyvatel: dva Čechoslováky a 180 Němců. Většina ji byla římskými katolíky a čtyři patřili k izraelské církvi.
|                                                                   | 1869 | 1880 | 1890 | 1900 | 1910 | 1921 | 1930 | 1950 | 1961 | 1970 | 1980 | 1991 | 2001 | 2011 |
| ----------------------------------------------------------------- | ---- | ---- | ---- | ---- | ---- | ---- | ---- | ---- | ---- | ---- | ---- | ---- | ---- | ---- |
| Obyvatelé                                                         | 190  | 227  | 239  | 184  | 194  | 195  | 182  | 113  | 116  | 91   | 73   | 42   | 43   | 39   |
| Domy                                                              | 34   | 35   | 34   | 35   | 36   | 36   | 36   | 32   | .    | 20   | 19   | 18   | 18   | 19   |
| Počet domů z roku 1961 je zahrnut v domech místní části Liběšice. |      |      |      |      |      |      |      |      |      |      |      |      |      |      |

## Pamětihodnosti
- Usedlost čp. 22